# Convention soviéto-japonaise de base
La Convention soviéto-japonaise de base (日ソ基本条約, Nisso Kihon Jōyaku) est un traité normalisant les relations entre l'empire du Japon et l'Union soviétique, signé le 20 janvier 1925 par Lev Mikhailovich Karakhan de l'Union soviétique et Kenkichi Yoshizawa de l'empire du Japon. Les objets de ratification sont échangés à Pékin le 26 février 1925. L'accord est enregistré dans la « Série des traités de la Ligue des nations » le 20 mai 1925.

## Contexte
À la suite de la défaite de l'Empire russe à l'issue de la guerre russo-japonaise de 1904–1905, des relations de coopération entre la Russie et le Japon sont progressivement restaurées via quatre traités signés entre 1907 et 1916. Toutefois, l'effondrement de la dynastie Romanov, suivie par la révolution bolchevique, puis l'intervention en Sibérie du Japon créent une forte méfiance entre le Japon et l'Union soviétique nouvellement fondée.
Après une série de négociations tenues à Pékin en 1924 et 1925, le Japon accepte de prolonger la reconnaissance diplomatique à l'Union soviétique et de retirer ses troupes de la moitié nord de l'île de Sakhaline. En retour, l'Union soviétique s'engage à respecter les dispositions du traité de Portsmouth et de réexaminer tous les autres traités entre l'ancien Empire russe et le Japon, y compris la Convention sur les pêcheries de 1907. 

## Source de la traduction
- (en) Cet article est partiellement ou en totalité issu de l’article de Wikipédia en anglais intitulé « Soviet–Japanese Basic Convention » (voir la liste des auteurs).